# Antonio Márques Castro
Antonio Márques Castro, teils auch als Antonio Márquez Castro geführt, war ein uruguayischer Fußballspieler.

## Verein
Torwart Márques Castro spielte zunächst bei Dublin FC und fiel dort im Jahre 1915 den Verantwortlichen von Peñarol durch gute Leistungen in der Divisional Intermedia auf. Man verpflichtete ihn und schob in der Folgezeit mit Roberto Chery ein vielversprechendes Talent aus den eigenen Reihen zunächst unter dem Vorwand, dass dieser noch reifen müsse, in die Dritte Mannschaft ab.
Márques Castro gehörte somit 1916 und 1917 dem Kader Peñarols in der Primera División an. Während die Aurinegros in der Liga in diesen beiden Jahren jeweils Vizemeister hinter Nacional wurde, siegte man 1916 sowohl bei der Copa Competencia als auch bei der Copa Competencia Internacional. Mindestens beim letztgenannten Finalspiel stand jedoch Márques Castros Konkurrent Chery im Tor und lieferte eine überzeugende Leistung. Die Copa La Transatlántica gewann man am 19. April 1916 im Rahmen der Einweihung von Las Acacias mit einem 3:1-Sieg über Nacional ebenfalls. Marques Castro stand hierbei allerdings nicht auf dem Platz. Auch die Copa Aniversario, die Copa Jockey Club und die Copa Club Uruguay entschieden die Aurinegros in jenem Jahr zu ihren Gunsten, 1917 behielt man zudem bei der Copa Albion die Oberhand.
Weil er im Mai bzw. Oktober 1917 in zwei Clásicos jeweils vier und somit insgesamt acht Gegentreffer hinnehmen musste, bekam er den Namen Marques Cuatro (Übersetzung ins Deutsche in etwa: "Graf Vier") verliehen. Auch hier überzeugte im Gegenzug sein Konkurrent Chery, der beim Clásico-Sieg am 29. Juni im Rahmen der Copa Albion jenes Jahres den Vorzug erhielt.

## Nationalmannschaft
Márques Castro war auch Mitglied der uruguayischen A-Nationalmannschaft. Insgesamt absolvierte er mindestens vier Länderspiele. Einsätze sind für ihn bei der Copa Lipton 1908, der Copa Montevideo 1912, der Copa Newton 1916 sowie in einem Freundschaftsspiel jenes Jahres verzeichnet.
Márques Castro nahm mit der Nationalelf auch an der Südamerikameisterschaft 1917 teil, bei der Uruguay den Titel gewann. Im Verlaufe des Turniers kam er allerdings nicht zum Einsatz.

## Erfolge
- Südamerikameister: 1917